# Carlo Pulvirenti
Carlo Pulvirenti (fl. XX secolo) è stato un calciatore italiano.

## Carriera
Cresciuto calcisticamente nel Genoa, dove giocò prevalentemente nella squadra riserve.
Con la prima squadra giocò il suo unico match il 24 maggio 1914 contro l'Hellas Verona venendo schierato per necessità come portiere benché tra le riserve del Grifone giocasse come mediano; l'incontro, disputato in casa dei veronesi, fu comunque vinto dai liguri due ad uno.
I rossoblu conclusero il campionato al secondo posto della classifica finale, alle spalle dei campioni del Casale.